# Британские Виргинские Острова на летних Олимпийских играх 1988
Британские Виргинские острова принимали участие в Летних Олимпийских играх 1988 года в Сеуле (Республика Корея) во второй раз за свою историю, но не завоевали ни одной медали.